# Quezeliantha tibestica
Quezeliantha tibestica är en korsblommig växtart som först beskrevs av Hildemar Wolfgang Scholz, och fick sitt nu gällande namn av Hildemar Wolfgang Scholz. Quezeliantha tibestica ingår i släktet Quezeliantha och familjen korsblommiga växter. Inga underarter finns listade i Catalogue of Life.